# McKenzie Wark
Pour les articles homonymes, voir McKenzie et Wark.
McKenzie Wark, née le 10 septembre 1961 à Newcastle en Australie, est une écrivaine, chercheuse, enseignante australienne. Théoricienne de la sociologie des nouveaux médias et de la communication (analyse, critique, prospective), ses ouvrages les plus connus sont Un manifeste hacker et Gamer Theory.

## Biographie
McKenzie Wark fait des études à l'université Macquarie, à l'université technologique de Sydney et à l'université Murdoch. Elle y publie ses premières analyses et ses premières chroniques de journaliste — se qualifiant elle-même de « marxiste manquée à la solde de Rupert Murdoch » —, ainsi que ses premiers ouvrages.
Avec Geert Lovink (en), elle contribue à la première recension de la liste de discussion nettime dont l'édition typographique paraît en 1999 aux éditions Autonomedia (en) à New York : Readme! Ascii Culture and the Revenge of Knowledge.
En 2000, elle émigre définitivement aux États-Unis, où elle vit et travaille. Depuis 2004, elle est professeure en culture et médias au Eugene Lang College The New School for Liberal Arts à New York, où elle enseigne également à la New School (depuis 1966).
Certains de ses ouvrages sont traduits en plusieurs langues, notamment A Hacker manifesto, en 9 langues parmi lesquelles le slovène et le japonais, publié chez des éditeurs traditionnels comme Feltrinelli, en Italie (2005), ou Beck, en Allemagne (2005). Au contraire, la traduction francophone (Un manifeste hacker) a été opérée collectivement, aux éditions criticalsecret (2006), qui constitue leur premier ouvrage d'auteur.
McKenzie Wark est une essayiste pluridisciplinaire, spéculative. Au fil des livres, avec des auteurs partenaires ou sous sa seule plume, elle crée une œuvre émergente hardie, particulièrement singularisée et évolutive, qui a prise sur son temps ; elle intègre sa propre vie, le professionnalisme pragmatique de la communication, la transmission pédagogique de la conscience radicale, la philosophie matérialiste de la post-modernité, et la puissance critique de la poésie contemporaine, dans la performance littéraire activiste elle-même.
Parmi les rencontres de l'auteure qui pourraient éclairer sensiblement son œuvre, on peut citer Kathy Acker dont elle fut proche, peu avant sa mort ; elle dit aussi qu'elle se serait sentie transportée et défiée à l'écoute d'une conférence de Jean Baudrillard, lorsque ce dernier se rendit pour la première fois en Australie, dans les années 1980.
Le champ de la connaissance de McKenzie Wark est large et son œuvre d'autant plus plastique et multiple, comme chez la plupart des essayistes novateurs qui comptent aujourd'hui.
Wark a été mariée à Christen Clifford, mais ils ont annoncé leur séparation à l'été 2021. Wark est une femme trans. En 2017, Wark a commencé une transition de genre, et à la fin de 2018 a commencé un traitement hormonal substitutif. Anticipant que la thérapie hormonale pourrait affecter ses capacités d'écrire, elle a pris un congé de la New School et a terminé l'écriture des livres Reverse Cowgirl, Philosophy for Spiders, Capital is Dead et Sensoria, en 2018, pendant son congé, avant de commencer les hormones. De 2018 à 2022, Wark est incapable d'écrire autre chose que des articles de commande. Raving (2023) est son premier livre depuis. Raving est un récit à la première personne de l'implication de Wark dans la scène rave queer et trans de Brooklyn.

## Sources
- L'exergue de Un manifeste hacker (extraits)
- Le site de l'auteure
- Le débat avec l'auteure sur son ouvrage lors de la présentation de Un manifeste Hacker à La Tartine, et sa présentation de Gamer Theory au salon de la revue à Paris, en 2006, et d'autres sources : manifestations diverses, colloque, Presse en France, et amis du soutien du livre francophone (mp3 et m4v téléchargeables et reproductibles en CC)